# Scott Glosserman
Scott Glosserman (Bethesda, 21 novembre 1976) è un regista, sceneggiatore e produttore cinematografico statunitense.

## Biografia
Dopo la laurea lavora per qualche tempo presso un'agenzia di Beverly Hills. Debutta alla regia nel 2006 con l'horror atipico Behind the Mask - Vita di un serial killer, a metà tra film e documentario racconta le gesta di un aspirante serial killer che vuole amulare le gesta dei più noti assassini della cinematografia slasher. Per il film si guadagna diversi premi a festival come il Fant-Asia Film Festival e il Gen Art Film Festival.
Nel 2010 dirige il documentario Truth in Numbers? Everything, According to Wikipedia, in cui viene raccontato il fenomeno globale di Wikipedia.

## Filmografia

### Regista
- Behind the Mask - Vita di un serial killer (Behind the Mask: The Rise of Leslie Vernon) (2006)
- Truth in Numbers? Everything, According to Wikipedia (2010)
- The Truth Below - Verità sepolte (The Truth Below) (2011)